# Coenophila
Coenophila là một chi bướm đêm thuộc họ Noctuidae.

## Các loài
- Coenophila opacifrons Grote, 1878
- Coenophila subrosea – Rosy Marsh Moth (Stephens, 1829)